# Kānkon
Kānkon är en ort i Indien.   Den ligger i distriktet South Goa och delstaten Goa, i den sydvästra delen av landet, 1 500 km söder om huvudstaden New Delhi. Kānkon ligger 31 meter över havet och antalet invånare är 12 444.
Terrängen runt Kānkon är kuperad åt nordost, men åt sydväst är den platt. Havet är nära Kānkon åt sydväst. Runt Kānkon är det ganska tätbefolkat, med 120 invånare per kvadratkilometer. Närmaste större samhälle är Cuncolim, 17,6 km norr om Kānkon.